# دشت كور
دشت كور (بالفارسية: دشت گور) هي منطقة سكنية من نواحي بلدة أشكنان مقاطعة لامرد في محافظة فارس إيران.

## السكان
تقع هذه القرية في قسم أشكنان وحسب احصاءات سنة 2006 كان عدد السكان 50 نسمة في 8 مسكن.